# Фишер, Ониел
Они́ел Дэ́вид Фи́шер (англ. Oniel David Fisher; 22 ноября 1991, Портмор, Сент-Катарин, Ямайка) — ямайский футболист, правый защитник клуба «Детройт Сити» и сборной Ямайки.

## Клубная карьера
На молодёжном уровне Фишер выступал за клуб «Сент-Джорджес». В 2011 году приехал в США и поступил в Начальный колледж Тайлера в Техасе, а после его окончания, с 2013 года, продолжил образование в Университете Нью-Мексико. В обоих учебных заведениях играл за студенческие футбольные команды. Во время перерывов в занятиях также выступал за клубы из лиг четвёртого уровня: за «Джерси Экспресс» в Premier Development League в 2012 году и молодёжный состав «Нью-Йорк Ред Буллз» в National Premier Soccer League в 2013 и 2014 годах.
15 января 2015 года на Супердрафте MLS Фишер был выбран во втором раунде под общим 40-м номером клубом «Сиэтл Саундерс» и подписан двумя месяцами позднее. Его профессиональный дебют состоялся 21 марта, в матче за фарм-клуб «Сиэтл Саундерс 2» против «Сакраменто Рипаблик» в лиге USL он вышел в стартовом составе и отыграл тайм. Неделю спустя, 28 марта, Фишер впервые появился на поле в матче MLS, во встрече с «Далласом» на 86-й минуте он заменил Майкла Азиру.
7 февраля 2018 года было сообщено о переходе Фишера в «Ди Си Юнайтед» за $50 тыс. в общих распределительных средствах. За вашингтонскую команду он дебютировал в матче первого тура сезона 2018 против «Орландо Сити» 3 марта. 15 августа в матче против «Портленд Тимберс» забил свой первый гол в MLS. 29 сентября в матче против «Монреаль Импакт» получил травму колена, из-за которой был вынужден досрочно завершить сезон. По окончании сезона 2018 контракт Фишера с «Ди Си Юнайтед» истёк, но 30 января 2019 года клуб переподписал игрока. Из-за травмы он пропустил весь сезон 2019, вернувшись на поле 7 марта 2020 года в матче против «Интер Майами». По окончании сезона 2020 «Ди Си Юнайтед» не продлил контракт с Фишером.
15 февраля 2021 года Фишер на правах свободного агента присоединился к «Лос-Анджелес Гэлакси». Дебютировал за «Лос-Анджелес Гэлакси» 18 апреля в матче стартового тура сезона 2021 против «Интер Майами». По окончании сезона 2021 «Лос-Анджелес Гэлакси» не продлил контракт с Фишером.
2 февраля 2022 года Фишер присоединился к «Миннесоте Юнайтед», подписав однолетний контракт с опцией продления ещё на один год. За «гагар» дебютировал 26 февраля в матче стартового тура сезона против «Филадельфии Юнион». По окончании сезона 2022 «Миннесота Юнайтед» не продлила контракт с Фишером.
29 марта 2023 года Фишер подписал контракт с клубом Чемпионшипа ЮСЛ «Детройт Сити» до конца сезона 2023 с опцией продления на сезон 2024. За «Детройт Сити» дебютировал 1 апреля в матче против «Рио-Гранде Валли Торос», выйдя на замену во втором тайме.

## Международная карьера
За сборную Ямайки Фишер дебютировал 11 августа 2010 года в товарищеской игре со сборной Тринидада и Тобаго.
В составе молодёжной сборной Ямайки Фишер принимал участие в молодёжном чемпионате КОНКАКАФ 2011, где сыграл во всех трёх матчах сборной.
Был основным игроком ямайской сборной на Карибском кубке 2017, в финале которого «регги бойз» уступили Кюрасао. Попал в финальный список игроков сборной Ямайки, заявленных для участия в Золотом кубке КОНКАКАФ 2017.
Был включён в состав сборной на Золотой кубок КОНКАКАФ 2021. 13 октября 2021 года в матче квалификации чемпионата мира 2022 против сборной Гондураса забил свой первый гол за сборную Ямайки.

## Статистика

### Клубная
| Выступление                     | Выступление      | Выступление      | Лига | Лига | Плей-офф | Плей-офф | Кубок | Кубок | ЛЧ КОНКАКАФ | ЛЧ КОНКАКАФ | Итого | Итого |
| Клуб                            | Лига             | Сезон            | Игры | Голы | Игры     | Голы     | Игры  | Голы  | Игры        | Голы        | Игры  | Голы  |
| ------------------------------- | ---------------- | ---------------- | ---- | ---- | -------- | -------- | ----- | ----- | ----------- | ----------- | ----- | ----- |
| Сиэтл Саундерс                  | MLS              | 2015             | 12   | 0    | 2        | 0        | 1     | 0     | 2           | 0           | 17    | 0     |
| Сиэтл Саундерс                  | MLS              | 2016             | 6    | 0    | 3        | 0        | 3     | 0     | 0           | 0           | 12    | 0     |
| Сиэтл Саундерс                  | MLS              | 2017             | 9    | 0    | 0        | 0        | 1     | 0     | —           | —           | 10    | 0     |
| Сиэтл Саундерс                  | Итого            | Итого            | 27   | 0    | 5        | 0        | 5     | 0     | 2           | 0           | 39    | 0     |
| Сиэтл Саундерс 2 (фарм-клуб)    | USL              | 2015             | 11   | 0    | —        | —        | —     | —     | —           | —           | 11    | 0     |
| Сиэтл Саундерс 2 (фарм-клуб)    | USL              | 2016             | 16   | 0    | —        | —        | —     | —     | —           | —           | 16    | 0     |
| Сиэтл Саундерс 2 (фарм-клуб)    | Итого            | Итого            | 27   | 0    | —        | —        | —     | —     | —           | —           | 27    | 0     |
| Ди Си Юнайтед                   | MLS              | 2018             | 24   | 1    | 0        | 0        | 2     | 0     | —           | —           | 26    | 1     |
| Ди Си Юнайтед                   | MLS              | 2019             | 0    | 0    | 0        | 0        | 0     | 0     | —           | —           | 0     | 0     |
| Ди Си Юнайтед                   | MLS              | 2020             | 15   | 0    | —        | —        | —     | —     | —           | —           | 15    | 0     |
| Ди Си Юнайтед                   | Итого            | Итого            | 39   | 1    | 0        | 0        | 2     | 0     | —           | —           | 41    | 1     |
| Лос-Анджелес Гэлакси            | MLS              | 2021             | 12   | 0    | —        | —        | —     | —     | —           | —           | 12    | 0     |
| Лос-Анджелес Гэлакси            | Итого            | Итого            | 12   | 0    | —        | —        | —     | —     | —           | —           | 12    | 0     |
| Миннесота Юнайтед               | MLS              | 2022             | 11   | 0    | 1        | 0        | 3     | 0     | —           | —           | 15    | 0     |
| Миннесота Юнайтед               | Итого            | Итого            | 11   | 0    | 1        | 0        | 3     | 0     | —           | —           | 15    | 0     |
| Миннесота Юнайтед 2 (фарм-клуб) | MLS Next Pro     | 2022             | 4    | 0    | —        | —        | —     | —     | —           | —           | 4     | 0     |
| Миннесота Юнайтед 2 (фарм-клуб) | Итого            | Итого            | 4    | 0    | —        | —        | —     | —     | —           | —           | 4     | 0     |
| Детройт Сити                    | USLC             | 2023             | 6    | 0    | 0        | 0        | 2     | 0     | —           | —           | 8     | 0     |
| Детройт Сити                    | Итого            | Итого            | 6    | 0    | 0        | 0        | 2     | 0     | —           | —           | 8     | 0     |
| Всего за карьеру                | Всего за карьеру | Всего за карьеру | 126  | 1    | 6        | 0        | 12    | 0     | 2           | 0           | 146   | 1     |

### Международная
| Команда | Год   | Игры | Голы |
| ------- | ----- | ---- | ---- |
| Ямайка  |       |      |      |
| 2010    | 1     | 0    |      |
| 2016    | 2     | 0    |      |
| 2017    | 11    | 0    |      |
| 2018    | 2     | 0    |      |
| 2020    | 1     | 0    |      |
| 2021    | 9     | 1    |      |
| Всего   | Всего | 26   | 1    |

Голы за сборную
| №  | Дата            | Место                                              | Соперник | Голы | Результат | Турнир                            |
| -- | --------------- | -------------------------------------------------- | -------- | ---- | --------- | --------------------------------- |
| 1. | 13 октября 2021 | «Олимпико Метрополитано», Сан-Педро-Сула, Гондурас | Гондурас | 0:2  | 0:2       | Квалификация чемпионата мира 2022 |

## Достижения
Командные
 «Сиэтл Саундерс»
- Чемпион MLS (обладатель Кубка MLS): 2016